# Arichanna malescripta
Arichanna malescripta là một loài bướm đêm trong họ Geometridae.